# Margunn Haugenes
Margunn Haugenes (Eikefjord, 25 de janeiro de 1970) é uma ex-futebolista norueguesa, campeã olímpica.

## Carreira
Foi medalhista olímpica de ouro pela seleção de seu país em 2000.